# Linnéparken

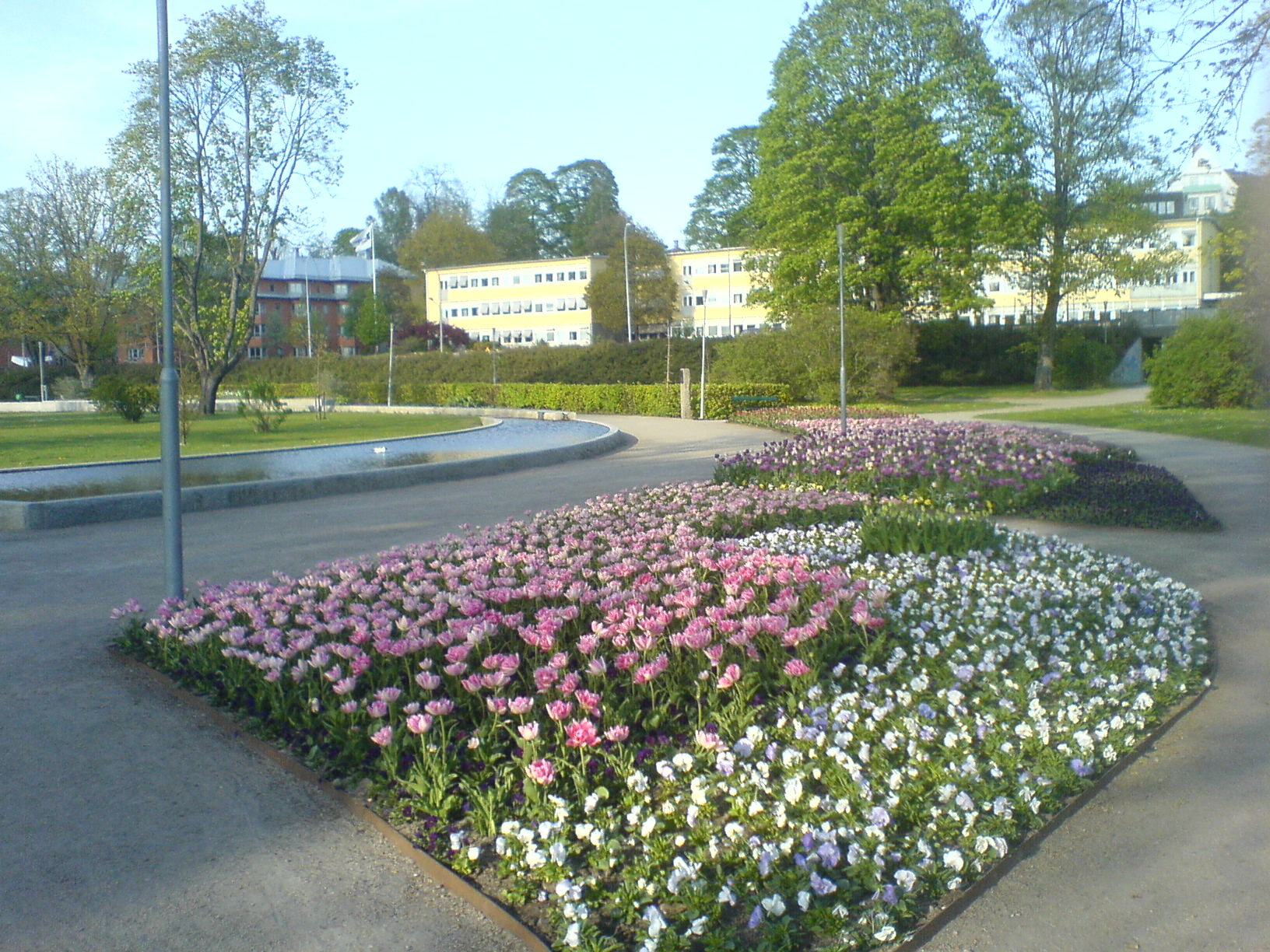
Vattenrännan i Linnéparken.

Linnéparken är en park i centrala Växjö. I parken finns det minst en växt från var och en av Linnés 24 växtklasser. Där finns även en lekpark som anlades på 1950-talet, samt en ny temalekplats som heter Linnés Värld.
På sommaren brukar konserter på temat "Allsång i Linnéparken" arrangeras i parken.